# Martina Franca (vino)
Il Martina Franca è un vino DOC, la cui produzione è consentita nelle province di Bari, Brindisi e Taranto.

## Caratteristiche organolettiche
- Colore: verdolino o paglierino chiaro.
- Odore: vinoso, delicato, caratteristico e gradevole.
- Sapore: asciutto e delicato.

## Tipologie
Martina Franca Spumante.

## Temperatura di servizio
Sui 10-12 °C; 6-8 °C lo spumante.

## Invecchiamento
È preferibile consumarlo entro i 6 - 14 mesi dalla vinificazione.

## Abbinamenti consigliati
Aperitivo, antipasti e piatti di pesce.

## Produzione
Provincia, stagione e volume in ettolitri
- Bari (1990/91) 1 088,3
- Bari (1991/92) 966,0
- Bari (1992/93) 995,0
- Bari (1993/94) 592,0
- Bari (1994/95) 775,0
- Bari (1995/96) 975,0
- Brindisi (1990/91) 1 122,7
- Brindisi (1991/92) 2 715,29
- Brindisi (1992/93) 2 249,89
- Brindisi (1993/94) 3 804,38
- Brindisi (1994/95) 3 125,43
- Brindisi (1995/96) 1 304,87
- Brindisi (1996/97) 879,76
- Taranto (1990/91) 3 343,39
- Taranto (1991/92) 5 973,22
- Taranto (1992/93) 3 153,45
- Taranto (1993/94) 4 660,53
- Taranto (1994/95) 11 025,73
- Taranto (1995/96) 7 772,4
- Taranto (1996/97) 10 625,25